# Турбівський машинобудівний завод
Турбівський машинобудівний завод — підприємство в селищі міського типу Турбів, Вінницька область, Україна.

## Історія
У грудні 1959 року Турбів став селищем міського типу, що активізувало його розвиток як промислового центру. Згідно з сьомим п'ятирічним планом щодо розвитку національної економіки СРСР в 1960 році на базі районної МТС був відкритий завод чавунних поливних труб. У 1963 році він зробив для колгоспів 3717 тонн продукції.
У 1964 році підприємство було реконструйовано і перетворено в Турбівський машинобудівний завод, спеціалізацією якого стало виробництво поливально-мийних машин. Для працівників заводу в селищі побудували сім двоповерхових житлових будинків.
У 1968 році на міжнародній виставці "Інтерстроймаш-68" машина заводу ПМ-130 була нагороджена дипломом I ступеня. В 1970 році завод почав освоєння серійного виробництва універсальної машини КО-705 на базі трактора Т-40А.
Восьмий п'ятирічний план щодо розвитку національної економіки СРСР (1966 - 1970) завод завершив достроково, 6 серпня 1970 року.
Станом на 1971 рік продукція заводу використовувалася в СРСР і експортувалася в Алжир, Афганістан, Болгарію, Монголію, Югославію й інші країни світу.
Загалом, за радянських часів машинобудівний завод входив до числа провідних підприємств селища, на його балансі знаходилися об'єкти соціальної інфраструктури.
Після проголошення незалежності України державне підприємство було перетворено у відкрите акціонерне товариство.
18 лютого 2015 року Господарський суд Вінницької області порушив справу № 902/147/15 про банкрутство заводу. 4 серпня 2015 року він був визнаний банкрутом і почалася процедура його ліквідації.

## Діяльність
Підприємство виготовляло комунальні машини на шасі вантажівок ГАЗ, ЗІЛ, КамАЗ і МАЗ - сміттєвози з боковим завантаженням твердих побутових відходів з стаціонарних сміттєвих контейнерів КО-413, КО-431, КО-429, КО-415А; сміттєвози з заднім завантаженням твердих побутових відходів з стаціонарних сміттєвих контейнерів КО-436, КО-437, КО-437-01; дорожні машини типу КО-713 (підмітально-прибиральні машини і піскорозкидувачі); вакуумні машини КО-503, а також сміттєві контейнери КП-11 і КС-0,75. 
У 2018 році основною продукцією заводу були сміттєвози і крани-маніпулятори до них.

## Зовнішні посилання
- Сторінка заводу в каталозі провідних підприємств України